# Першлинг
Першлинг (нем. Perschling; до 1 декабря 2015 года называлась Вайсенкирхен-ан-дер-Першлинг, Weißenkirchen an der Perschling) — коммуна (Gemeinde) в Австрии, в федеральной земле Нижняя Австрия. 
Входит в состав округа Санкт-Пёльтен.  Население составляет 1411 человек (на 1 января 2020 года). Занимает площадь 23,8 км². Официальный код  —  3 19 46.

## Политическая ситуация
Бургомистр коммуны — Даниель Вайс (АНП) по результатам выборов 2024 года.
Совет представителей коммуны (нем. Gemeinderat) состоит из 19 мест.
- АНП занимает 11 мест.
- СДПА занимает 3 места.
- Партия LLP занимает 3 места.
- АПС занимает 2 места.

## Состав коммуны
- Хазельбах